# Marastintaustajärvi
Marastintaustajärvi är en sjö i Kiruna kommun i Lappland och ingår i Torneälvens huvudavrinningsområde. Sjön har en area på 0,0695 kvadratkilometer och ligger 447,5 meter över havet.